# Lleucu George
Pas d'image ? Cliquez ici

a Compétitions nationales et continentales officielles uniquement.

b Matchs officiels uniquement.
Lleucu George, née le 12 janvier 2000, est une joueuse internationale galloise de rugby à XV évoluant au poste de demi d'ouverture. Elle joue à Gloucester-Hartpury.

## Biographie
Lleucu George naît le 12 janvier 2000. En 2022, elle joue en club avec le Gloucester-Hartpury RFC. Elle compte 10 sélections en équipe du pays de Galles quand elle est retenue en septembre 2022 pour disputer sous les couleurs de son pays la Coupe du monde en Nouvelle-Zélande.
À l'automne suivant, elle fait partie des trente joueuses qui partent dans cette même île participer pour le pays de Galles au WXV 2023.

## Palmarès
- Vainqueur du Championnat d'Angleterre en 2023 et 2024.